# AK-63
AK-63 je mađarska automatska puška temeljena na sovjetskom AKM modelu a proizvodila ju je domaća vojna industrija FÉG. Riječ je o standardnoj pušci u mađarskoj vojsci gdje je poznata kao AMM. Ondje je zamijenila stariji AMD-65. U odnosu na nasljednika, AMD-65 je skuplji za proizvodnju, ima kraću cijev dok se prednji plastični rukohvat lako mogao oštetiti. Zbog toga je mađarsko Ministarstvo obrane tijekom 1970-ih zatražilo od FÉG-a da proizvede jeftiniju pušku na temeljima AKM-a. Tako je 1977. stvoren AK-63 koji je postao novo pješadijsko oružje.
Prednosti AK-63 su kvaliteta i ergonomski dizajn a mana je cijena koja je veća od ruskog konkurenta.

## Povijest korištenja
Osim u mađarskim oružanim snagama, AK-63 je korišten u mnogim zonama sukoba diljem svijeta. Tijekom 1980-ih koristile su ga obje zaraćene strane u Iransko-iračkom ratu. Naime, Irak je bio prvi strani kupac ove puške kamo se izvozila u velikoj mjeri. S druge strane, Iran je raspolagao s kalašnjikovima sjevernokorejske i kineske proizvodnje te nešto sovjetskih (nabavljenih od Libije i Sirije). Iranski vojnici počeli su rabiti AK-63 kojeg su zarobili. Završetkom rata, uslijedio je novi, Zaljevski rat gdje je također korišten. Kasnije je u Iraku viđen u rukama Kurda i šijita.
Tijekom 1980-ih puška je korištena i tijekom građanskog rata u Salvadoru dok je u prvoj polovici 1990-ih s njome raspolagala hrvatska vojska u obrani od srpske agresije u Domovinskom ratu. Posljednja zona sukoba za AK-63 bila je Libija odnosno tamošnji građanski rat.

## Inačice
- AK-63: osnovni model.
- AK-63F (AMM u mađarskoj vojsci): model s fiksnim drvenim kundakom.
- AK-63D (AMMS u mađarskoj vojsci): model s rasklopivim metalnim kundakom, ekvivalent sovjetskog AKMS-a.
- AK-63MF: modernizirana verzija modela AK-63D s picattiny šinama i teleskopskim kundakom.
- SA-85M: poluautomatski model razvijen za američko civilno tržište. Riječ je o rijetkom modelu kojeg je od 1985. do 1989. uvozila tvrtka Kassnar iz Pennsylvanije.[2]Nakon toga u Americi je donesen Zakon o zabrani uvoza automatskog oružja zbog čega SA-85M danas predstavlja raritet.[2]

## Korisnici
- Mađarska[2]
- Hrvatska[2]
- Irak[2]
- Iran[2]
- Libija[2]
- Salvador[2]

## Vidjeti također
- AMD-65